# 3 Dywizja Strzelców Spadochronowych (III Rzesza)
3 Dywizja Strzelców Spadochronowych (niem. 3. Fallschirm-Jäger-Division) – niemiecka dywizja strzelców spadochronowych z okresu II wojny światowej.

## Historia
Formowanie dywizji rozpoczęto w październiku 1943 roku we Francji, w rejonie Reims. Weszła w skład II Korpusu Spadochronowego i od lutego 1944 roku stacjonowała w okolicach Brestu. W czerwcu została przerzucona do Normandii, gdzie walczyła przeciw Amerykanom pod Saint-Lô. W sierpniu została okrążona w kotle pod Falaise. Próbując się przebić, 20 sierpnia została częściowo rozbita w bitwie o Mont Ormel. Odtworzono ją we wrześniu w Belgii z trzech polowych pułków Luftwaffe (22, 51 i 53). Wzięła udział w walkach o Arnhem i niemieckiej ofensywie w Ardenach. W lutym i marcu broniła Linii Zygfryda w górach Eifel, gdzie doznała ciężkich strat, a jej dowódca generał Richard Schimpf dostał się do niewoli. W kwietniu 1945 roku resztki dywizji skapitulowały przed wojskami amerykańskimi w Zagłębiu Ruhry.

## Skład
- 5 Pułk Strzelców Spadochronowych (Fallschirm-Jäger-Regiment 5)
- 8 Pułk Strzelców Spadochronowych (Fallschirm-Jäger-Regiment 8)
- 9 Pułk Strzelców Spadochronowych (Fallschirm-Jäger-Regiment 9)
- 3 Spadochronowy Batalion Moździerzy (Fallschirm-Granatwerfer-Bataillon 3)
- 3 Spadochronowy Batalion Niszczycieli Czołgów (Fallschirm-Panzer-Jäger-Abteilung 3)
- 3 Spadochronowy Pułk Artylerii  (Fallschirm-Artillerie-Regiment 3)
- 3 Spadochronowy Batalion Pionierów (Fallschirm-Pionier-Bataillon 3)
- 3 Spadochronowy Batalion Łączności (Fallschirm-Luftnachrichten-Abteilung 3)

## Dowódcy dywizji
- generał major Walter Barenthin (13 września 1943 – 14 lutego 1944)
- generał porucznik Richard Schimpf[1] (17 lutego 1944 – 20 sierpnia 1944)
- generał wojsk spadochronowych Eugen Meindl (tymczasowo) (20 sierpnia 1944 – 1 września 1944)
- generał major Walter Wadehn (1 września 1944 – 5 stycznia 1945)
- generał porucznik Richard Schimpf (6 stycznia 1945 – 8 marca 1945)
- pułkownik Karl-Heinz Becker (8 marca 1945 – 8 kwietnia 1945)